# Lamarckinita
Lamarckinita es un género de foraminífero bentónico considerado sinónimo posterior de Bueningia de la familia Bueningiidae, de la superfamilia Discorboidea, del suborden Rotaliina y del orden Rotaliida. Su especie tipo era Ruttenella butonensis. Su rango cronoestratigráfico abarcaba desde el Mioceno hasta el Plioceno.

## Clasificación
Lamarckinita incluía a la siguiente especie:
- Lamarckinita butonensis †